# Shunsuke Motegi
Shunsuke Motegi (茂木 駿佑 Motegi Shunsuke?), född 2 oktober 1996 i Tokyo prefektur, är en japansk fotbollsspelare.
Motegi började sin karriär 2015 i Vegalta Sendai. 2015 blev han utlånad till Zweigen Kanazawa. Han gick tillbaka till Vegalta Sendai 2016. 2018 flyttade han till Mito HollyHock.